# 第23歩兵師団 (アメリカ軍)
第23歩兵師団（だいにじゅうさんほへいしだん、U.S.Army 23rd Infantry Division）は、アメリカ陸軍の師団の一つ。1942年の編成当初の名称は、アメリカル師団(Americal Division)であり、師団番号を有していなかった。師団章は南十字星を模したものである。

## 概要
第二次世界大戦中の1942年5月にニューカレドニア島で編成された。南太平洋においては、日本軍の侵攻が予想され、またアメリカ軍は侵攻に対処する充分な時間を有していなかったために、3個連隊を各個に南太平洋方面へ派遣した。イリノイ州兵の第132歩兵連隊、ノースダコタ州兵の第164歩兵連隊、マサチューセッツ州兵の第182歩兵連隊である。
南太平洋に部隊が集結後、部隊規模が師団クラスであったことから、部隊の士気向上の目的も含めて師団名が付けられることとなった。その際、師団長アレクサンダー・パッチ将軍は、部下の進言を受け、アメリカ(America)とニューカレドニア(New Caledonia)を合わせた造語として、アメリカル師団(Americal)と命名した。
アメリカル師団は、第1海兵師団の救援のために、ガダルカナル島へ派遣されたアメリカ陸軍の最初の部隊の一つとなり、そこで日本軍と戦闘を行った（ガダルカナル島の戦い）。部隊の輸送に制約があったために、島への部隊輸送は小刻みに行われた。そのためもあって、海兵隊との共同戦闘を行い、効率的に日本軍に対する戦闘方法を取得することができた。特に第164歩兵連隊は、第1海兵師団の指揮を受け、1942年10月23日から25日にかけての戦闘で大きな功績をあげた。これは、日本陸軍・川口支隊によるヘンダーソン飛行場奪取を目的とした攻勢に対応するものである。
その後、ソロモン諸島北部に投入され、ブーゲンヴィル島において1944年3月8日から開始された日本軍の反撃を第37歩兵師団とともに撃退している。1945年3月以降は、セブ島やミンダナオ島に派遣され、掃討作戦を行っている。

## 朝鮮戦争時
大戦後は解散したものの、朝鮮戦争中の1954年12月1日に第23歩兵師団として再結成され、アメリカル師団は称号として用いられることとなった。この時期は戦闘任務には派遣されず、パナマ運河地帯に駐留を行った。なお、1956年4月10日に再び解散している。

## ベトナム戦争
ベトナム戦争中の1967年10月にベトナムで再結成されている。これは師団クラスの戦闘団となっていたタスクフォース・オレゴン(TASK FORCE OREGON)を第23歩兵師団として改編したものである。第11、第196、第198の3個軽歩兵旅団を核としていた。戦闘経験と訓練の不足により、高い評価を得ることはできなかった。なお、第11軽歩兵旅団第20歩兵連隊第1大隊C中隊はソンミ村虐殺事件を起こしている。1971年から1972年にかけて部隊は、徐々に帰国・解散した。なお、ノーマン・シュワルツコフとコリン・パウエルもベトナム戦争中に第23歩兵師団で勤務したことがある。